# Jiange
Jiange, tidigare stavat Kienko, är ett härad som lyder under Guangyuans stad på prefekturnivå i Sichuan-provinsen i sydvästra Kina. Det ligger omkring 190 kilometer nordost om provinshuvudstaden Chengdu.